# Herkules (film)
Herkules (Hercules) je americký animovaný a komediální film režiséra Ron Clements a John Musker. Ve filmu hráli Tate Donovan, Danny DeVito, James Woods, Susan Egan a Rip Torn.

## Obsazení
- Tate Donovan - Hercules
- Josh Keaton - Young Hercules
- Roger Bart - Young Hercules
- Danny DeVito - Philoctetes
- James Woods - Hades, Lord of the Underworld
- Susan Egan - Megara
- Bob Goldthwait - Pain
- Matt Frewer - Panic
- Rip Torn - Zeus
- Samantha Eggar - Hera, Hercules' Mother
- Barbara Barrie - Alcmene, Hercules' Foster Mother
- Hal Holbrook - Amphitryon, Hercules Foster Father
- Paul Shaffer - Hermes, the Messenger God
- Amanda Plummer - Clotho, first Fate
- Carole Shelley - Lachesis, second Fate
- Paddi Edwards - Atropos, third Fate
- Lillias White - Calliope, Muse of Epics